# Vòng loại Giải bóng đá Vô địch U-19 Quốc gia 2020
Vòng loại Giải bóng đá Vô địch U-19 Quốc gia 2020 là giải đấu vòng loại của Giải bóng đá Vô địch U-19 Quốc gia 2020, mùa giải thứ 15 của Giải bóng đá Vô địch U-19 Quốc gia do Liên đoàn bóng đá Việt Nam (VFF) tổ chức. Tổng cộng có 8 đội sẽ đủ điều kiện để tham dự vòng chung kết, bao gồm cả đội được đặc cách tham dự giải đấu với tư cách chủ nhà.
Quá trình vòng loại được dự kiến diễn ra từ ngày 15 tháng 2 đến ngày 9 tháng 3 năm 2020, nhưng do ảnh hưởng của đại dịch COVID-19, giải đấu đã nhiều lần phải điều chỉnh lại lịch thi đấu hoặc gián đoạn. Trên thực tế, vòng loại đã khởi tranh vào ngày 3 tháng 3 và kết thúc vào ngày 11 tháng 6 năm 2020.

## Các đội bóng
26 đội bóng đã đăng ký tham dự vòng loại lần này. Các đội bóng được sắp xếp sẵn vào các bảng đấu dựa theo khu vực địa lý. Những đội bóng đóng vai trò là chủ nhà của bảng đấu vòng loại được đánh dấu bởi ký hiệu (H).
Lễ bốc thăm xếp lịch thi đấu vòng loại Giải bóng đá Vô địch U-19 Quốc gia 2020 đã diễn ra vào ngày 2 tháng 3 năm 2020.
| VT | Đội             |
| -- | --------------- |
| A1 | PVF (H)         |
| A2 | Viettel         |
| A3 | Phố Hiến        |
| A4 | Hà Nội          |
| A5 | Than Quảng Ninh |
| A6 | Nam Định        |

| VT | Đội                |
| -- | ------------------ |
| B1 | Thừa Thiên Huế (H) |
| B2 | Thanh Hóa          |
| B3 | Sông Lam Nghệ An   |
| B4 | SHB Đà Nẵng        |
| B5 | Quảng Nam          |

| VT | Đội                     |
| -- | ----------------------- |
| C1 | Hoàng Anh Gia Lai I (H) |
| C2 | Bình Định               |
| C3 | Công an Nhân dân        |
| C4 | Đắk Lắk                 |
| C5 | Phú Yên                 |

| VT | Đội                       |
| -- | ------------------------- |
| D1 | Thành phố Hồ Chí Minh (H) |
| D2 | Bình Phước                |
| D3 | Khánh Hòa                 |
| D4 | Hoàng Anh Gia Lai II      |
| D5 | Lâm Đồng                  |

| VT | Đội                |
| -- | ------------------ |
| E1 | An Giang           |
| E2 | Cần Thơ            |
| E3 | Becamex Bình Dương |
| E4 | Long An            |
| E5 | Sài Gòn (H)        |

| Rút lui sau khi đăng ký |
| ----------------------- |
| Bến Tre                 |
| Đồng Nai                |
| Tây Ninh                |

## Thể thức
Các đội thi đấu vòng tròn hai lượt tại địa điểm tập trung, tính điểm xếp hạng ở mỗi bảng. 5 đội xếp thứ nhất và 2 đội xếp thứ nhì có thành tích tốt nhất ở 5 bảng đấu sẽ lọt vào vòng chung kết. Trường hợp đội chủ nhà vòng chung kết kết thúc vòng loại với vị trí trong nhóm 7 đội nêu trên, đội nhì bàng có thành tích tốt tiếp theo cũng sẽ giành quyền tham dự vòng chung kết.

### Các tiêu chí
Các đội được xếp hạng theo điểm (3 điểm cho 1 trận thắng, 1 điểm cho 1 trận hòa, 0 điểm cho 1 trận thua), và nếu bằng điểm, các tiêu chí sau đây được áp dụng theo thứ tự, để xác định thứ hạng:
1. Điểm trong các trận đối đầu trực tiếp giữa các đội bằng điểm;
2. Hiệu số bàn thắng thua trong các trận đối đầu trực tiếp giữa các đội bằng điểm;
3. Số bàn thắng ghi được trong các trận đối đầu trực tiếp giữa các đội bằng điểm;
4. Nếu có nhiều hơn hai đội bằng điểm, và sau khi áp dụng tất cả các tiêu chí đối đầu ở trên, một nhóm nhỏ các đội vẫn còn bằng điểm nhau, tất cả các tiêu chí đối đầu ở trên được áp dụng lại cho riêng nhóm này;
5. Hiệu số bàn thắng thua trong tất cả các trận đấu bảng;
6. Số bàn thắng ghi được trong tất cả các trận đấu bảng;
7. Sút luân lưu nếu chỉ có hai đội bằng điểm và họ gặp nhau trong trận cuối cùng của bảng;
8. Điểm kỷ luật (thẻ vàng = –1 điểm, thẻ đỏ gián tiếp (2 thẻ vàng) = –3 điểm, thẻ đỏ trực tiếp = –3 điểm, thẻ vàng và thẻ đỏ trực tiếp = –4 điểm);
9. Bốc thăm.

## Lịch thi đấu
Lịch thi đấu của vòng loại như sau.
Vào ngày 6 tháng 2 năm 2020, sau khi Thủ tướng Chính phủ ra quyết định công bố dịch viêm đường hô hấp cấp do chủng mới của virus Corona gây ra và công điện về tăng cường phòng, chống dịch bệnh, Liên đoàn bóng đá Việt Nam đã dời ngày thi đấu các trận vòng loại sang thời điểm mới, với lượt đi diễn ra từ ngày 3 tháng 3 đến 12 tháng 3 và lượt về từ ngày 16 tháng 3 đến ngày 26 tháng 3 năm 2020. Tuy nhiên, sau khi hoàn thành lượt đi của vòng loại, tình hình dịch bệnh tiếp tục diễn biến phức tạp tại một số địa điểm đăng cai, vì vậy VFF quyết định tạm dừng tổ chức lượt về cho đến khi có thông báo mới. Lượt về sau đó đã được tổ chức trở lại vào các ngày từ 1 đến 11 tháng 6 năm 2020.
| Lượt đấu    | Các ngày               | Ngày ban đầu        |
| ----------- | ---------------------- | ------------------- |
| Lượt đấu 1  | 3 tháng 3 năm 2020     | 15 tháng 2 năm 2020 |
| Lượt đấu 2  | 5 tháng 3 năm 2020     | 17 tháng 2 năm 2020 |
| Lượt đấu 3  | 7-9 tháng 3 năm 2020   | 20 tháng 2 năm 2020 |
| Lượt đấu 4  | 10-11 tháng 3 năm 2020 | 23 tháng 2 năm 2020 |
| Lượt đấu 5  | 12-13 tháng 3 năm 2020 | 25 tháng 2 năm 2020 |
| Lượt đấu 6  | 1 tháng 6 năm 2020     | 28 tháng 2 năm 2020 |
| Lượt đấu 7  | 3 tháng 6 năm 2020     | 1 tháng 3 năm 2020  |
| Lượt đấu 8  | 5-6 tháng 6 năm 2020   | 4 tháng 3 năm 2020  |
| Lượt đấu 9  | 8-9 tháng 6 năm 2020   | 7 tháng 3 năm 2020  |
| Lượt đấu 10 | 11 tháng 6 năm 2020    | 9 tháng 3 năm 2020  |

## Các bảng đấu

### Bảng A
Các trận đấu diễn ra tại Trung tâm đào tạo bóng đá trẻ PVF, Hưng Yên.
| VT | Đội             | ST | T | H | B | BT | BB | HS  | Đ  | Giành quyền tham dự |     | PVF | VTFC | HNFC | TQN | PHFC | NĐFC |
| -- | --------------- | -- | - | - | - | -- | -- | --- | -- | ------------------- | --- | --- | ---- | ---- | --- | ---- | ---- |
| 1  | PVF (H)         | 10 | 8 | 1 | 1 | 20 | 3  | +17 | 25 | Vòng chung kết      |     | —   | 0–2  | 0–0  | 3–0 | 4–1  | 5–0  |
| 2  | Viettel         | 10 | 7 | 1 | 2 | 19 | 10 | +9  | 22 |                     |     | 0–1 | —    | 0–3  | 2–1 | 3–0  | 3–0  |
| 3  | Hà Nội          | 10 | 5 | 4 | 1 | 16 | 5  | +11 | 19 |                     | 0–1 | 1–1 | —    | 1–0  | 1–0 | 3–0  |      |
| 4  | Than Quảng Ninh | 10 | 3 | 0 | 7 | 10 | 20 | −10 | 9  |                     | 0–1 | 2–3 | 0–2  | —    | 1–1 | 2–1  |      |
| 5  | Phố Hiến        | 10 | 2 | 1 | 7 | 9  | 18 | −9  | 7  |                     | 0–1 | 2–3 | 1–1  | 0–2  | —   | 2–1  |      |
| 6  | Nam Định        | 10 | 1 | 1 | 8 | 5  | 23 | −18 | 4  |                     | 0–3 | 1–2 | 1–1  | 1–3  | 1–0 | —    |      |

### Bảng B
Các trận đấu diễn ra tại Huế, do Đoàn bóng đá Huế đăng cai.
| VT | Đội                | ST | T | H | B | BT | BB | HS  | Đ  | Giành quyền tham dự |     | SLNA | THFC | SHBĐN | QNFC | HUE |
| -- | ------------------ | -- | - | - | - | -- | -- | --- | -- | ------------------- | --- | ---- | ---- | ----- | ---- | --- |
| 1  | Sông Lam Nghệ An   | 8  | 6 | 1 | 1 | 16 | 2  | +14 | 19 | Vòng chung kết      |     | —    | 1–0  | 0–0   | 1–0  | 5–0 |
| 2  | Thanh Hóa          | 8  | 5 | 1 | 2 | 13 | 4  | +9  | 16 |                     |     | 1–0  | —    | 0–1   | 1–0  | 4–0 |
| 3  | SHB Đà Nẵng        | 8  | 4 | 3 | 1 | 13 | 5  | +8  | 15 |                     | 0–2 | 1–1  | —    | 3–1   | 3–0  |     |
| 4  | Quảng Nam          | 8  | 1 | 2 | 5 | 5  | 13 | −8  | 5  |                     | 0–4 | 1–3  | 0–0  | —     | 1–1  |     |
| 5  | Thừa Thiên Huế (H) | 8  | 0 | 1 | 7 | 3  | 26 | −23 | 1  |                     | 1–3 | 0–3  | 1–5  | 0–2   | —    |     |

### Bảng C
Các trận đấu diễn ra tại Trung tâm huấn luyện thể thao Hàm Rồng, Gia Lai.
| VT | Đội                     | ST | T | H | B | BT | BB | HS  | Đ  | Giành quyền tham dự |     | HAGL | CAND | PYFC | ĐLK | BĐFC |
| -- | ----------------------- | -- | - | - | - | -- | -- | --- | -- | ------------------- | --- | ---- | ---- | ---- | --- | ---- |
| 1  | Hoàng Anh Gia Lai I (H) | 8  | 7 | 1 | 0 | 32 | 2  | +30 | 22 | Vòng chung kết      |     | —    | 1–1  | 5–0  | 5–0 | 6–0  |
| 2  | Công an Nhân dân        | 8  | 6 | 1 | 1 | 32 | 3  | +29 | 19 | Vòng chung kết      |     | 0–1  | —    | 7–0  | 6–0 | 2–0  |
| 3  | Phú Yên                 | 8  | 2 | 2 | 4 | 12 | 28 | −16 | 8  |                     |     | 0–5  | 1–7  | —    | 1–1 | 1–1  |
| 4  | Đắk Lắk                 | 8  | 1 | 1 | 6 | 8  | 27 | −19 | 4  |                     | 0–6 | 0–3  | 0–2  | —    | 6–2 |      |
| 5  | Bình Định               | 8  | 1 | 1 | 6 | 7  | 31 | −24 | 4  |                     | 0–3 | 0–6  | 2–6  | 2–1  | —   |      |

### Bảng D
Các trận đấu diễn ra tại Trung tâm Thể thao Thống Nhất, Thành phố Hồ Chí Minh.
| VT | Đội                       | ST | T | H | B | BT | BB | HS  | Đ  | Giành quyền tham dự |     | HCMC | HAJMG | KHFC | BPFC | LĐFC |
| -- | ------------------------- | -- | - | - | - | -- | -- | --- | -- | ------------------- | --- | ---- | ----- | ---- | ---- | ---- |
| 1  | Thành phố Hồ Chí Minh (H) | 6  | 4 | 1 | 1 | 13 | 6  | +7  | 13 | Vòng chung kết      |     | —    | 1–2   | 2–1  | 4–0  |      |
| 2  | Hoàng Anh Gia Lai II      | 6  | 3 | 2 | 1 | 11 | 8  | +3  | 11 | Vòng chung kết      |     | 0–0  | —     | 3–3  | 3–1  |      |
| 3  | Khánh Hòa                 | 6  | 2 | 1 | 3 | 12 | 12 | 0   | 7  |                     |     | 1–3  | 1–2   | —    | 3–1  | 4–0  |
| 4  | Bình Phước                | 6  | 1 | 0 | 5 | 7  | 17 | −10 | 3  |                     | 2–4 | 2–1  | 1–3   | —    | 1–3  |      |
| 5  | Lâm Đồng                  | 0  | 0 | 0 | 0 | 0  | 0  | 0   | 0  | Bỏ giải             |     | 0–2  | 1–3   |      |      | —    |

1. ↑  Lâm Đồng thông báo không tiếp tục tham dự giải đấu sau khi lượt đi kết thúc. Toàn bộ kết quả thi đấu của đội với các đội khác đều bị hủy bỏ.[8]

### Bảng E
Các trận đấu diễn ra tại Trung tâm Thể thao Thành Long, Thành phố Hồ Chí Minh.
| VT | Đội                | ST | T | H | B | BT | BB | HS  | Đ  | Giành quyền tham dự hoặc xuống hạng |     | BFC | AGFC | SGFC | LAFC | CTFC |
| -- | ------------------ | -- | - | - | - | -- | -- | --- | -- | ----------------------------------- | --- | --- | ---- | ---- | ---- | ---- |
| 1  | Becamex Bình Dương | 8  | 7 | 0 | 1 | 21 | 7  | +14 | 21 | Vào vòng chung kết                  |     | —   | 1–0  | 3–1  | 2–0  | 6–0  |
| 2  | An Giang           | 8  | 5 | 2 | 1 | 14 | 4  | +10 | 17 | Vào vòng chung kết                  |     | 2–1 | —    | 2–0  | 5–1  | 3–1  |
| 3  | Sài Gòn (H)        | 8  | 4 | 1 | 3 | 9  | 7  | +2  | 13 |                                     |     | 1–0 | 0–0  | —    | 1–0  | 2–0  |
| 4  | Long An            | 8  | 1 | 2 | 5 | 11 | 16 | −5  | 5  |                                     | 3–4 | 0–0 | 1–2  | —    | 4–0  |      |
| 5  | Cần Thơ            | 8  | 0 | 1 | 7 | 4  | 25 | −21 | 1  |                                     | 1–3 | 0–2 | 0–3  | 2–2  | —    |      |

### Xếp hạng các đội nhì bảng đấu
Với việc PVF là chủ nhà của vòng chung kết, ba đội nhì bảng có thành tích tốt nhất sẽ vượt qua vòng loại. Do các bảng đấu có số đội khác nhau nên kết quả thi đấu với các đội xếp thứ năm và thứ sáu trong bảng không được xét đến cho việc xếp hạng này.
| VT | Bg | Đội                  | ST | T | H | B | BT | BB | HS  | Đ  | Giành quyền tham dự |
| -- | -- | -------------------- | -- | - | - | - | -- | -- | --- | -- | ------------------- |
| 1  | C  | Công an Nhân dân     | 6  | 4 | 1 | 1 | 24 | 3  | +21 | 13 | Vòng chung kết      |
| 2  | E  | An Giang             | 6  | 3 | 2 | 1 | 9  | 3  | +6  | 11 | Vòng chung kết      |
| 3  | D  | Hoàng Anh Gia Lai II | 6  | 3 | 2 | 1 | 11 | 8  | +3  | 11 | Vòng chung kết      |
| 4  | B  | Thanh Hóa            | 6  | 3 | 1 | 2 | 6  | 4  | +2  | 10 |                     |
| 5  | A  | Viettel              | 6  | 3 | 1 | 2 | 8  | 7  | +1  | 10 |                     |

## Các đội vượt qua vòng loại
Dưới đây là các đội đã vượt qua vòng loại để thi đấu tại vòng chung kết Giải bóng đá Vô địch U-19 Quốc gia 2020.
| Câu lạc bộ            | Tư cách vượt qua vòng loại      | Ngày vượt qua vòng loại | Lần tham dự trước |
| --------------------- | ------------------------------- | ----------------------- | ----------------- |
| PVF                   | Chủ nhà/Nhất bảng A             | 31 tháng 5 nàm 2020     |                   |
| Hoàng Anh Gia Lai I   | Nhất bảng C                     | 9 tháng 6 năm 2020      |                   |
| Becamex Bình Dương    | Nhất bảng E                     | 9 tháng 6 năm 2020      |                   |
| Sông Lam Nghệ An      | Nhất bảng B                     | 11 tháng 6 năm 2020     |                   |
| Thành phố Hồ Chí Minh | Nhất bảng D                     | 11 tháng 6 năm 2020     |                   |
| Công an Nhân dân      | Nhì bảng C/Nhì bảng tốt nhất    | 11 tháng 6 năm 2020     |                   |
| An Giang              | Nhì bảng E/Nhì bảng tốt thứ hai | 11 tháng 6 năm 2020     |                   |
| Hoàng Anh Gia Lai II  | Nhì bảng D/Nhì bảng tốt thứ ba  | 11 tháng 6 năm 2020     |                   |

1 Chữ đậm là những đội vô địch năm đó. Chữ nghiêng là những đội chủ nhà năm đó.

## Các sự việc

### Trận đấu tiêu cực gữa U-19 Đắk Lắk và U-19 Bình Định
Vào ngày 7 tháng 3 năm 2020, Ban Kỷ luật VFF đã đưa ra các quyết định kỷ luật liên quan đến trận đấu giữa hai đội U-19 Đắk Lắk và U-19 Bình Định diễn ra ngày 5 tháng 3 được cho là có biểu hiện tiêu cực. Huấn luyện viên trưởng đội U-19 Bình Định Cao Văn Dũng bị đình chỉ làm nhiệm vụ 2 trận kế tiếp, cùng với ba cầu thủ bị đình chỉ thi đấu 4 trận và 1 cầu thủ bị đình chỉ đến hết giải vì thi đấu không đúng khả năng mà không có lý do chính đáng. Thủ môn Y Eli Niê của U-19 Đắk Lắk cũng bị đình chỉ thi đấu 2 trận với cùng nguyên do. Ngoài ra, toàn đội -19 Bình Định bị phạt 25 triệu đồng.
Cũng trong thông báo, ban tổ chức đã hủy bỏ kết quả trận U-19 Đắk Lắk - U-19 Bình Định, tuy nhiên sau đó đã đảo ngược quyết định này.